# Alfred Preißler
Alfred Preißler (Duisburg, 9 aprile 1921 – Duisburg, 15 luglio 2003) è stato un calciatore tedesco, di ruolo attaccante.

## Carriera

### Club
Ha giocato nella massima serie del campionato tedesco con Borussia Dortmund e Preußen Münster. 
Fece parte del famoso attacco dei Tre Alfredo insieme ad Alfred Kelbassa e ad Alfred Niepieklo nel Borussia Dortmund degli anni '50, che vinse due volte il campionato nazionale nel 1956 e nel 1957.

### Nazionale
In Nazionale ha giocato 2 partite, nel 1951, senza andare a rete.

## Palmarès

### Competizioni nazionali
- Campionato tedesco: 2

1955-1956, 1956-1957

### Competizioni regionali
- Oberliga West: 6

1948, 1949, 1950, 1953, 1956, 1957